# Domènec Torrent Font
Domènec Torrent Font (Santa Coloma de Farnés, Gerona, España; 14 de julio de 1962) es un exfutbolista y entrenador español. Fue por muchos años auxiliar de Pep Guardiola. Actualmente dirige al C. F. Monterrey de la Liga MX.

## Trayectoria

### Como futbolista
Torrent jugó como mediocampista para la UE Olot (1980-1983) y la AD Guíxols (1983-1989).

### Como entrenador
Empezó entrenando en categorías regionales al FC Palafrugell (1994-2000), al Palamós CF (2003-2004) y en la temporada 2005-2006 se sentó en el banquillo del Girona FC.

### Como asistente y segundo entrenador
En 2008 pasó a integrar el cuerpo técnico del Barcelona de Pep Guardiola como analista y permaneció junto a él hasta 2012 y se marcharon al Bayern de Múnich. Torrent fue el segundo entrenador de Pep en el Bayern de Múnich y en sus dos primeras temporadas al mando del Manchester City FC (2016-2018).

### Como entrenador
En 2018 buscó una nueva aventura en solitario y se hizo cargo del New York City FC de la MLS. Firmó una gran temporada, llevando al equipo a completar la mejor temporada regular de su historia en la Major League Soccer (MLS), terminando con una marca de 64 puntos en la Conferencia Este y logrando así mismo el pase para su primera Liga de Campeones de la CONCACAF (2018-2019).

#### Flamengo
En julio de 2020, Torrent firmó con Flamengo hasta diciembre de 2021. El 9 de noviembre de 2021, fue destituido después de encajar un 4-0 contra Atlético Mineiro de visitante. Aunque el equipo brasileño estaba tercero en la clasificación y se mantenía vivo en las tres competiciones, el haber sumado un solo punto de 12 posibles contra rivales directos al título y la alta tasa de goles recibidos (29 tantos en 20 encuentros) llevaron a los directivos a despedirlo.

#### Galatasaray
El 11 de enero de 2022, firmó por el Galatasaray de la Superliga de Turquía. El 21 de junio de 2022, tras la llegada de un nuevo presidente, fue cesado en su puesto.

#### Atlético de San Luis
El 15 de mayo de 2024, fue oficializado como entrenador del Atlético de San Luis. Un año más tarde, presentó su renuncia al cargo después de no avanzar a los play-offs del Torneo Clausura.

#### C. F. Monterrey
El 21 de mayo de 2025, asumió al frente del C. F. Monterrey.

## Estadísticas como entrenador
| Equipo                        | Div.                | Temporada           | Liga  | Liga | Liga | Liga | Liga |       | Copa | Copa | Copa | Copa  |   | Internacional | Internacional | Internacional | Internacional | Internacional |   | Otros | Otros | Otros | Otros |    | Totales     | Totales | Totales | Totales | Totales | Totales | Totales | Totales |
| Equipo                        | Div.                | Temporada           | Part. | G    | E    | P    | Pos. | Part. | G    | E    | P    | Part. | G | E             | P             | Pos.          | Part.         | G             | E | P     | Part. | G     | E     | P  | Rendimiento | GF      | GC      | Dif.    |         |         |         |         |
| ----------------------------- | ------------------- | ------------------- | ----- | ---- | ---- | ---- | ---- | ----- | ---- | ---- | ---- | ----- | - | ------------- | ------------- | ------------- | ------------- | ------------- | - | ----- | ----- | ----- | ----- | -- | ----------- | ------- | ------- | ------- | ------- | ------- | ------- | ------- |
| New York City Estados Unidos  | 1.ª                 | 2018                | 19    | 8    | 4    | 7    | 7.º  | -     | -    | -    | -    | -     | - | -             | -             | -             | 3             | 1             | 0 | 2     | 22    | 9     | 4     | 9  | 46.97 %     | 33      | 30      | +3      |         |         |         |         |
| New York City Estados Unidos  | 1.ª                 | 2019                | 34    | 18   | 10   | 6    | 2.º  | 3     | 2    | 1    | 0    | -     | - | -             | -             | -             | 1             | 0             | 0 | 1     | 38    | 20    | 11    | 7  | 62.28 %     | 71      | 46      | +25     |         |         |         |         |
| New York City Estados Unidos  | Total               | Total               | 53    | 26   | 14   | 13   | -    | 3     | 2    | 1    | 0    | -     | - | -             | -             | -             | 4             | 1             | 0 | 3     | 60    | 29    | 15    | 16 | 56.66 %     | 104     | 76      | +28     |         |         |         |         |
| Flamengo · Brasil             | 1.ª                 | 2020                | 20    | 10   | 5    | 5    | Inc. | 2     | 2    | 0    | 0    | 4     | 3 | 0             | 1             | Inc.          | -             | -             | - | -     | 26    | 15    | 5     | 6  | 64.1 %      | 46      | 8       | +38     |         |         |         |         |
| Flamengo · Brasil             | Total               | Total               | 20    | 10   | 5    | 5    | -    | 2     | 2    | 0    | 0    | 4     | 3 | 0             | 1             | -             | -             | -             | - | -     | 26    | 15    | 5     | 6  | 64.1 %      | 46      | 8       | +38     |         |         |         |         |
| Galatasaray Turquía           | 1.ª                 | 2021-22             | 18    | 7    | 4    | 7    | 13.° | -     | -    | -    | -    | 2     | 0 | 1             | 1             | 1/8           | -             | -             | - | -     | 20    | 7     | 5     | 8  | 43.33 %     | 28      | 31      | -3      |         |         |         |         |
| Galatasaray Turquía           | Total               | Total               | 18    | 7    | 4    | 7    | -    | -     | -    | -    | -    | 2     | 0 | 1             | 1             | -             | -             | -             | - | -     | 20    | 7     | 5     | 8  | 43.33 %     | 28      | 31      | -3      |         |         |         |         |
| Atlético de San Luis · México | 1.ª                 | A-2024              | 21    | 11   | 4    | 6    | 1/2  | -     | -    | -    | -    | 2     | 0 | 1             | 1             | FG            | -             | -             | - | -     | 23    | 11    | 5     | 7  | 55.08 %     | 36      | 29      | +7      |         |         |         |         |
| Atlético de San Luis · México | 1.ª                 | C-2025              | 17    | 6    | 0    | 11   | 15.º | -     | -    | -    | -    | -     | - | -             | -             | -             | -             | -             | - | -     | 17    | 6     | 0     | 11 | 35.29 %     | 20      | 33      | -13     |         |         |         |         |
| Atlético de San Luis · México | Total               | Total               | 38    | 17   | 4    | 17   | -    | -     | -    | -    | -    | 2     | 0 | 1             | 1             | -             | -             | -             | - | -     | 40    | 17    | 5     | 18 | 46.67 %     | 56      | 62      | -6      |         |         |         |         |
| Monterrey · México            | 1.ª                 | A-2025              | 5     | 4    | 0    | 1    | -    | -     | -    | -    | -    | 3     | 0 | 1             | 2             | FG            | 4             | 1             | 2 | 1     | 12    | 5     | 3     | 4  | 50 %        | 19      | 16      | +3      |         |         |         |         |
| Monterrey · México            | Total               | Total               | 5     | 4    | 0    | 1    | -    | -     | -    | -    | -    | 3     | 0 | 1             | 2             | -             | 4             | 1             | 2 | 1     | 12    | 5     | 3     | 4  | 50 %        | 19      | 16      | +3      |         |         |         |         |
| Total en su carrera           | Total en su carrera | Total en su carrera | 134   | 64   | 27   | 43   | -    | 5     | 4    | 1    | 0    | 11    | 3 | 3             | 5             | -             | 8             | 2             | 2 | 4     | 158   | 73    | 33    | 52 | 53.16 %     | 253     | 193     | +60     |         |         |         |         |
| 1. 2. 3. 4.                   |                     |                     |       |      |      |      |      |       |      |      |      |       |   |               |               |               |               |               |   |       |       |       |       |    |             |         |         |         |         |         |         |         |

### Resumen por competiciones
| Competición                  | Partidos | Ganados | Empatados | Perdidos | %       | Resultado        |
| ---------------------------- | -------- | ------- | --------- | -------- | ------- | ---------------- |
| MLS                          | 53       | 26      | 14        | 13       | 57.87 % | Subcampeón       |
| US Open Cup                  | 3        | 2       | 1         | 0        | 77.78 % | Cuartos de final |
| MLS Cup                      | 4        | 1       | 0         | 3        | 25 %    | Cuartos de final |
| Brasileirão                  | 20       | 10      | 5         | 5        | 58.33 % | 4.º lugar        |
| Copa de Brasil               | 2        | 2       | 0         | 0        | 100 %   | Octavos de final |
| Superliga de Turquía         | 18       | 7       | 4         | 7        | 46.3 %  | 13.º lugar       |
| Liga MX                      | 43       | 21      | 4         | 18       | 51.94 % | Semifinales      |
| Copa Libertadores            | 4        | 3       | 0         | 1        | 75 %    | Fase de grupos   |
| Liga Europea de la UEFA      | 2        | 0       | 1         | 1        | 16.67 % | Octavos de final |
| Leagues Cup                  | 5        | 0       | 2         | 3        | 13.33 % | Fase de grupos   |
| Mundial de Clubes de la FIFA | 4        | 1       | 2         | 1        | 41.67 % | Octavos de final |
| TOTAL                        | 158      | 73      | 33        | 52       | 53.16 % | Sin Títulos      |

## Palmarés

### Como segundo entrenador

#### Campeonatos nacionales
| Título              | Club            | País       | Año  |
| ------------------- | --------------- | ---------- | ---- |
| Copa del Rey        | FC Barcelona    | España     | 2009 |
| Liga de España      | FC Barcelona    | España     | 2009 |
| Supercopa de España | FC Barcelona    | España     | 2009 |
| Liga de España      | FC Barcelona    | España     | 2010 |
| Supercopa de España | FC Barcelona    | España     | 2010 |
| Liga de España      | FC Barcelona    | España     | 2011 |
| Supercopa de España | FC Barcelona    | España     | 2011 |
| Copa del Rey        | FC Barcelona    | España     | 2012 |
| Bundesliga          | Bayern Múnich   | Alemania   | 2014 |
| Copa de Alemania    | Bayern Múnich   | Alemania   | 2014 |
| Bundesliga          | Bayern Múnich   | Alemania   | 2015 |
| Bundesliga          | Bayern Múnich   | Alemania   | 2016 |
| Copa de Alemania    | Bayern Múnich   | Alemania   | 2016 |
| Copa de la Liga     | Manchester City | Inglaterra | 2018 |
| Premier League      | Manchester City | Inglaterra | 2018 |

#### Campeonatos internacionales
| Título                 | Club            | País     | Año  |
| ---------------------- | --------------- | -------- | ---- |
| Liga de Campeones      | F. C. Barcelona | España   | 2009 |
| Supercopa de Europa    | F. C. Barcelona | España   | 2009 |
| Copa Mundial de Clubes | F. C. Barcelona | España   | 2009 |
| Liga de Campeones      | F. C. Barcelona | España   | 2011 |
| Supercopa de Europa    | F. C. Barcelona | España   | 2011 |
| Copa Mundial de Clubes | F. C. Barcelona | España   | 2011 |
| Supercopa de Europa    | Bayern Múnich   | Alemania | 2013 |
| Copa Mundial de Clubes | Bayern Múnich   | Alemania | 2013 |